# سیارک ۱۱۹۲۸
سیارک ۱۱۹۲۸ (به انگلیسی: 11928 Akimotohiro، نامگذاری:1993BT2) یازده هزار و نهصد و بیست و هشتمین سیارک کشف شده‌است که در ۲۳ ژانویه ۱۹۹۳ کشف شد.
قدر مطلق سیارک برابر ۳۰.۹ است.